# Піта червоноголова
Піта червоноголова (Erythropitta arquata) — вид горобцеподібних птахів родини пітових (Pittidae).

## Поширення
Ендемік Калімантану. Його природним середовищем існування є субтропічний або тропічний вологий низинний ліс з наявністю густого підросту.

## Опис
Дрібний птах, завдовжки до 15 см та вагою 42 г. Один з найменших представників родини. Тіло масивне. Крила та хвіст короткі. Голова округла. Дзьоб довгий та міцний. У самців спина, крила і хвіст синьо-блакитні; верх голови і потилиця, груди, живіт і підхвістя червоні; лице рожеве; за оком до потилиці проходить тонка синя смужка; горло та груди розділяє яскраво-блакитна смужка. Самиця коричнева з білуватими горлом, черевцем та окулярною смужкою та сильними червонуватими відтінками на боках. В обох статей дзьоб чорнуватий, очі зелено-блакитні, а ноги тілесного кольору.

## Спосіб життя
Трапляється поодинці. Активний вдень. Птах проводить більшу частину дня, рухаючись у гущі підліску в пошуках поживи. Живиться дощовими хробаками та равликами, рідше комахами та іншими дрібними безхребетними. Розмноження цих птахів досі не було описано в природі, але вважається, що воно не суттєво відрізняється від інших видів піт.